# 6 Lekka Brygada Pancerna
6 Lekka Brygada Pancerna (fr. 6e Brigade Légère Blindée) – francuska jednostka wojskowa utworzona, podczas reformy armii w 1999 roku, z 6 Lekkiej Dywizji Pancernej (fr. 6e Division Légère Blindée), biorącej udział w operacji Pustynna Burza. W brygadzie służy i pracuje 6000 osób.

## Struktura

### Skład
- 1 Cudzoziemski Pułk Kawalerii (1er régiment étranger de cavalerie)
- 1 Pułk Spahisów (1er régiment de Spahis)
- 2 Cudzoziemski Pułk Piechoty (2e régiment étranger d'infanterie)
- 21 Pułk Piechoty Morskiej (21e régiment d'infanterie de marine)
- 3 Pułk Artylerii Morskiej (3e régiment d'artillerie de marine)
- 1 Cudzoziemski Pułk Inżynieryjny (1er régiment étranger de génie)
- 6e compagnie de commandement et de transmissions

### Zadania
Brygada przygotowana do szybkiego reagowania. Celem szkolenia formacji jest uzyskanie odpowiednich zdolności bojowych, podjęcie działań w każdych warunkach klimatycznych, w każdym miejscu na ziemi i możliwość przetrwania oraz operatywności podczas konfliktu nuklearnego, chemicznego i bakteriologicznego.